# Nyulasi József
Nyulasi József (Nyárád, 1946. március 1. –) magyar mezőgazdasági technikus, népi fafaragó művész.

## Élete és munkássága
Nyulasi József 1946. március 1-jén született a Veszprém vármegyei Nyárádon. Édesapja, Nyulasi Sándor vízügyi dolgozó, édesanyja, Szlotta Erzsébet háztartásbeli. Hét testvére van. Felesége Meiszburger Ildikó laboráns. Fia, Szabolcs 1976-ban született. 1965-ben végezte el Pápán a mezőgazdasági technikumot, 1965–1967 között a Veszprém Megyei Állategészségügyi Felügyelőség, majd 1968–1992 között az ÁGKER Kft. képviselőjeként dolgozott Pápán. 1992-től pedig mint vállalkozó népi fafaragóművész lett. 1995-től tagja a Magyarok Világszövetségének, 1996-tól pedig a Kossuth Szövetségnek.
1970-től vett részt különböző munkáival kiállításokon Budapesten, Dunaújvárosban, Pápán, Nyárádon, Dákán, Döbröntén, Oroszlányban, a hollandiai Kampenben, a németországi Schwetzingenben és több további helyszínen. Több évtizedes fafaragó tevékenysége során kisebb emlék- és ajándéktárgyakon kívül készített bútorokat, használati tárgyakat, ékszereket, fali díszeket, valamint számtalan szoborkompozíciót, emlékművet, síremléket és kopjafát is. Művei megtalálhatók szülőföldje környékén ugyanúgy, mint Magyarország különböző vidékein, valamint Európa több pontján is. Köztéri kompozíciói a nemzeti emlékezetet szolgálják, oktató tevékenysége is a hagyományőrzést szolgálja. Elmondása szerint élményeit a falusi emberek köréből meríti. Munkáinak jellemzője a népi realisztikus ábrázolásmód; műveit a népi hagyományokra támaszkodva vési fába, nagyrészt a magyar történelemmel összefüggő témakörökben.

## Díjai, kitüntetései
- Mezőgazdaság Kiváló Dolgozója (háromszor)
- Népművészetért díszoklevél (1972)
- Alkotó Ifjúság – I. díj (1976)
- Pápa Város Díszoklevele (1996)
- Pro Communitate díj – Veszprém Megye Közgyűlése (2001)
- Nyárád díszpolgára (2001)
- Népművészet Mestere díj (2012)